# Хефзиба (Џорџија)
Хефзиба (енгл. Hephzibah) град је у америчкој савезној држави Џорџија. По попису становништва из 2010. у њему је живело 4.011 становника.

## Демографија
Према попису становништва из 2010. у граду је живело 4.011 становника, што је 131 (3,4%) становника више него 2000. године.
| Група             | 2000.         | 2010.         |
| Белци             | 2.744 (70,7%) | 2.415 (60,2%) |
| Афроамериканци    | 973 (25,1%)   | 1.353 (33,7%) |
| Азијати           | 24 (0,6%)     | 15 (0,4%)     |
| Хиспаноамериканци | 76 (2,0%)     | 124 (3,1%)    |
| Укупно            | 3.880         | 4.011         |